# Ночная прогулка (фильм, 1989)
«Ночная прогулка» (англ. Night Walk) — детективная драма режиссёра Джерролда Фридмана, снятая для просмотра по телевидению.

## Сюжет
Джен Миллер, приехавшая на побережье, чтобы разобраться в себе и своей семейной жизни, становится свидетельницей убийства во время ночной прогулки. Никто в полиции не воспринимает её показания всерьёз, так как следы преступления не обнаружены. Джен боится преследования и ей приставляют охрану, как оказывается не зря…

## В ролях
- Роберт Урич — Саймон
- Лесли-Энн Даун — Джен Миллер
- Марк Джой — Джерри Миллер
- Майкл Олдредж — Броди
- Лоуренс П. Кейси — Тимоти
- Ричи Девани — Брайан
- Райан Урих — Мэтт
- Берт Ремсен — Чонси
- Ричард Э. Батлер — второй киллер
- Фредерик Колер — Эрик Миллер

## Съёмочная группа
- Режиссёр: Джерролд Фридман
- Сценаристы: Гарри Лонгстрит, Рени Лонгстрит
- Продюсеры: Карина Френд Бак, Гарри Лонгстрит, Рени Лонгстрит
- Композитор: Патрик Уильямс
- Оператор: Томас Бёрстин
- Монтаж: Рэй Дэниелс
- Художник-постановщик: Памела Уорнер